# WTA Tour Championships 2011 – ženská dvouhra

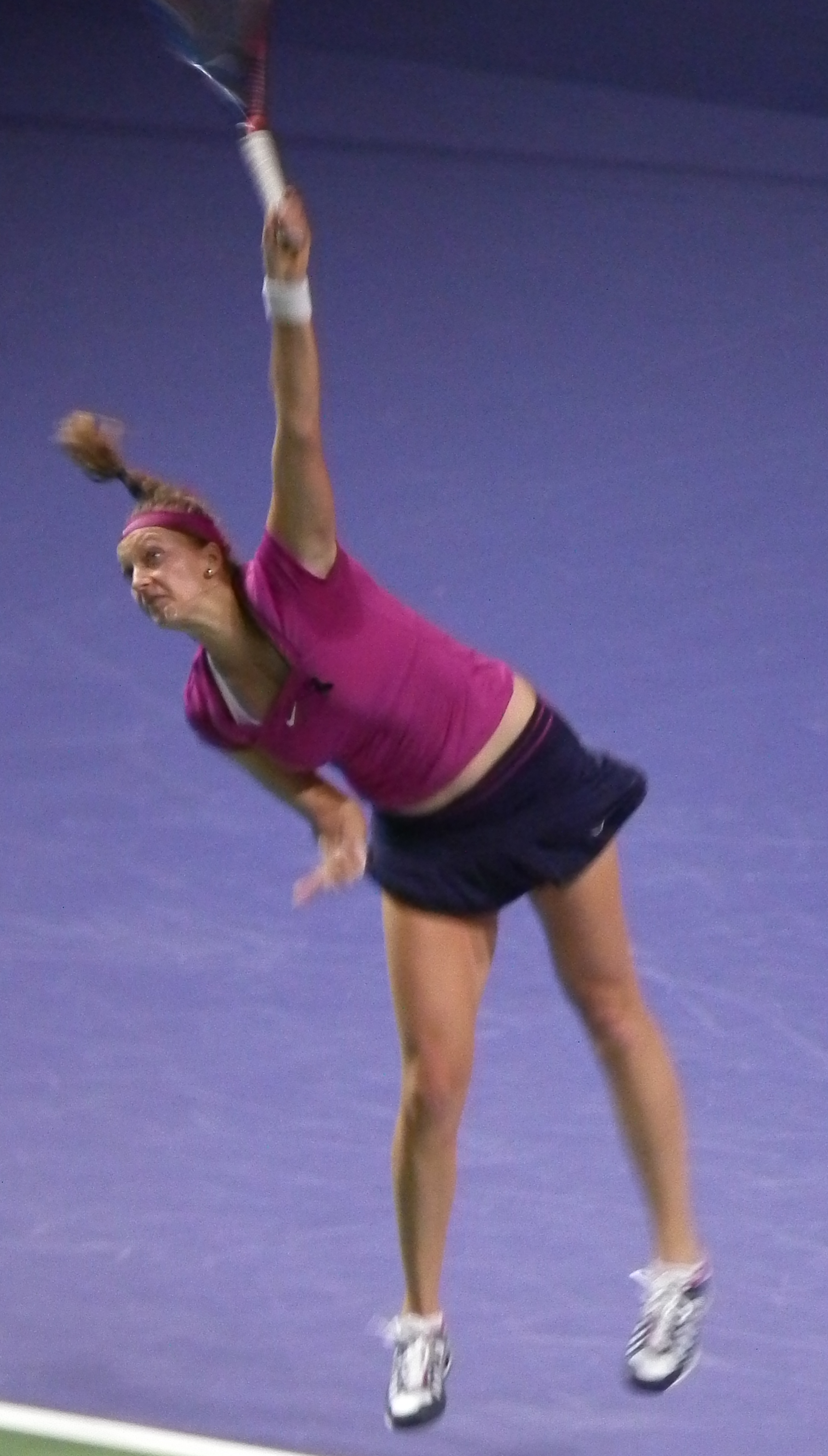
Vítězka Petra Kvitová

Obhájkyní titulu soutěže ženské dvouhry byla Belgičanka Kim Clijstersová, která se na turnaj mistryň nekvalifikovala, v průběhu roku opakovaně absentovala a sezónu 2011 ukončila předčasně pro zranění břišního svalstva.
Vítězkou se při premiérovém startu na turnaji stala třetí nasazená Češka Petra Kvitová, která neprohrála ani jeden z pěti zápasů a získala tak pohár Billie Jean Kingové (BJK trophy). V sezóně 2011 zůstala v hale neporažena s 19 vítěznými zápasy v řadě.

## Hráčky
1. Caroline Wozniacká (základní skupina, 370 bodů, 225 000 USD)
2. Maria Šarapovová (základní skupina, odstoupila pro poranění kotníku, 140 bodů, 110 000 USD)
3. Petra Kvitová (vítězka, 1 500 bodů, 1 750 000 USD)
4. Viktoria Azarenková (finále, 890 bodů, 775 000 USD)
5. Li Na (základní skupina, 370 bodů, 225 000 USD)
6. Věra Zvonarevová (semifinále, 370 bodů, 260 000 USD)
7. Samantha Stosurová (semifinále, 530 bodů, 375 000 USD)
8. Agnieszka Radwańska (základní skupina, 370 bodů, 260 000 USD)

## Náhradnice
1. Marion Bartoliová (základní skupina, nahradila M. Šarapovovou, 230 bodů, 225 000 USD)
2. Andrea Petkovicová (nenastoupila, 0 bodů, 50 000 USD)

## Soutěž
| Legenda                                                       |                                                                        |                                                   |
| - Q – kvalifikant - WC – divoká karta - LL – šťastný poražený | - Alt – náhradník - SE – zvláštní výjimka - PR/SR – žebříčková ochrana | - w/o – bez boje - r – skreč - d – diskvalifikace |

### Finálová fáze
|  | Semifinále | Semifinále         | Semifinále          | Semifinále | Semifinále |   |                     | Finále        | Finále | Finále | Finále | Finále |
|  |            |                    |                     |            |            |   |                     |               |        |        |        |        |
|  | 3          | Petra Kvitová      | 5                   | 6          | 6          |   |                     |               |        |        |        |        |
|  | 7          | Samantha Stosurová | 7                   | 3          | 3          |   |                     |               |        |        |        |        |
|  | 7          | Samantha Stosurová | 7                   | 3          | 3          |   | 3                   | Petra Kvitová | 7      | 4      | 6      |        |
|  |            |                    |                     |            |            |   | 3                   | Petra Kvitová | 7      | 4      | 6      |        |
|  |            | 4                  | Viktoria Azarenková | 5          | 6          | 3 |                     |               |        |        |        |        |
|  | 4          | 4                  | Viktoria Azarenková | 5          | 6          | 3 | Viktoria Azarenková | 6             | 6      |        |        |        |
|  | 4          |                    |                     |            |            |   | Viktoria Azarenková | 6             | 6      |        |        |        |
|  | 6          | Věra Zvonarevová   | 2                   | 3          |            |   |                     |               |        |        |        |        |

### Červená skupina
|    |                     | Wozniacká     | Kvitová       | Zvonarevová   | Radwańska     | Zápasy V/P | Sety V/P    | Hry V/P       | Pořadí |
| 1. | Caroline Wozniacká  |               | 4–6, 2–6      | 2–6, 6–4, 3–6 | 5–7, 6–2, 6–4 | 1–2.       | 3–5 (37,5%) | 34–41 (45,3%) | 4.     |
| 3. | Petra Kvitová       | 6–4, 6–2      |               | 6–2, 6–4      | 7–6(7–4), 6–3 | 3–0        | 6–0 (100%)  | 37–21 (63,8%) | 1.     |
| 6. | Věra Zvonarevová    | 6–2, 4–6, 6–3 | 2–6, 4–6      |               | 6–1, 2–6, 5–7 | 1–2        | 3–5 (37,5%) | 35–37 (48,6%) | 2.     |
| 8. | Agnieszka Radwańska | 7–5, 2–6, 4–6 | 6–7(4–7), 3–6 | 1–6, 6–2, 7–5 |               | 1–2        | 3–5 (37,5%) | 36–43 (45,6%) | 3.     |

Pořadí je určeno na základě následujících kritérií: 1) počet vyhraných utkání; 2) počet odehraných utkání; 3) vzájemný poměr utkání u dvou hráček se stejným počtem výher; 4) procento vyhraných setů, procento vyhraných her u třech hráček se stejným počtem výher; 5) rozhodnutí řídící komise.
- V/P = poměr výher/proher daného parametru

### Bílá skupina
|        |                                    | Šarapovová Bartoliová          | Azarenková                     | Liová                          | Stosurová                 | Zápasy V/P | Sety V/P    | Hry V/P       | Pořadí |
| 2. Alt | Maria Šarapovová Marion Bartoliová |                                | 5–7, 6–4, 6–4 (vs/ Bartoliová) | 6–7(4–7), 4–6 (vs/ Šarapovová) | 1–6, 5–7 (vs/ Šarapovová) | 0–2 1–0    | 0–4 2–1     | 16–26 17–15   | X 4.   |
| 4.     | Viktoria Azarenková                | 7–5, 4–6, 4–6 (vs/ Bartoliová) |                                | 6–2, 6–2                       | 6–2, 6–2                  | 2–1        | 5–2 (71,4%) | 39–25 (60,9%) | 1.     |
| 5.     | Na Liová                           | 7–6(7–4), 6–4 (vs/ Šarapovová) | 2–6, 2–6                       |                                | 1–6, 0–6                  | 1–2        | 2–4 (33,3%) | 18–34 (34,6%) | 3 .    |
| 7.     | Samantha Stosurová                 | 6–1, 7–5 (vs/ Šarapovová)      | 2–6, 2–6                       | 6–1, 6–0                       |                           | 2–1        | 4–2 (66,7%) | 29–19 (60,4%) | 2.     |

Pořadí je určeno na základě následujících kritérií: 1) počet vyhraných utkání; 2) počet odehraných utkání; 3) vzájemný poměr utkání u dvou hráček se stejným počtem výher; 4) procento vyhraných setů, procento vyhraných her u třech hráček se stejným počtem výher; 5) rozhodnutí řídící komise.
- V/P = poměr výher/proher daného parametru